# فوتونات ليمان ويرنر

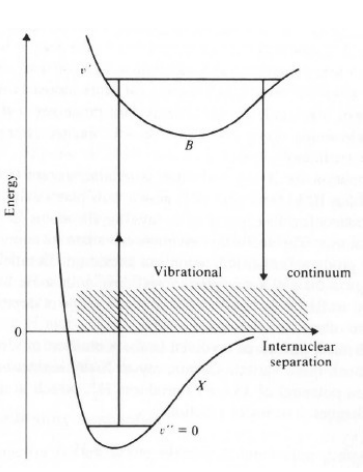
المستويات الإلكترونية والاهتزازية لجزيء الهيدروجين

فوتون ليمان ويرنر هو فوتون فوق بنفسجي مع طاقة فوتونية تتراوح من 11.2 إلى 13.6 فولت، يتوافق مع نطاق الطاقة الذي يوجد فيه نطاقي امتصاص ليمان وفيرنر للهيدروجين الجزيئي (H2). يمكن امتصاص فوتون في هذا النطاق من الطاقة، بتردد يتزامن مع تردد أحد الخطوط في نطاقي ليمان أو ويرنر، بواسطة الهيدروجين، مما يضع الجزيء في حالة إلكترونية مثارة. يحدث التحلل الإشعاعي (أي التحلل إلى فوتونات) من هذه الحالة المثارة بسرعة، حيث يحدث ما يقرب من 15 ٪ من هذا التحلل في السلسلة الاهتزازية للجزيء مما يؤدي إلى تفككه. تُعد عملية التفكك الضوئي هذه المكونة من خطوتين والمعروفة باسم عملية سليمان، إحدى الآليات الرئيسية التي يتم من خلالها تدمير الهيدروجين الجزيئي في الوسط النجمي.
يتم إصدار فوتونات ليمان ويرنر كما هو موضح أدناه:
- يمكن لجزيء الهيدروجين أن يمتص فوتونًا فوق بنفسجي بعيدًا (11.2 eV <طاقة الفوتون <13.6eV) وينتقل من الحالة الإلكترونية الأرضية X إلى الحالة المثارة B (لايمان) أو C (ويرنر).
- يحدث الأنحلال الاشعاعي بسرعة.
- 10-15٪ من الاضمحلال يحدث في سلسلة الاهتزازات. هذا يعني أن جزيء الهيدروجين قد انفصل.
- تحمل شظايا التفكك الضوئي بعضًا من طاقة الفوتون كطاقة حركية، مما يؤدي إلى تسخين الغاز.
- ما تبقى من الاضمحلال هو إما أنحلال إشعاعي (انبعاث الأشعة تحت الحمراء) أو تصادم، مما يؤدي في النهاية إلى تسخين الغاز.